# Polyalthia obliqua
Polyalthia obliqua là loài thực vật có hoa thuộc họ Na. Loài này được Hook. f. & Thomson miêu tả khoa học đầu tiên năm 1855.